# لانغسا
لانغسا (بالإنجليزية: Langsa)‏ هي مدينة تقع في إندونيسيا في آتشيه. يقدر عدد سكانها بـ 148,945 نسمة ومساحتها 262.41 كم2 .

## أعلام
- بيتر كايبر